# Perro semihundido
Perro semihundido (o simplemente El perro) es una pintura de Francisco de Goya de 1819. Pertenece a la serie de Pinturas negras que formaron parte de la decoración de los muros de la Quinta del Sordo, la finca que acababa de adquirir en Madrid. La obra estaba ubicada a la izquierda de la puerta de la planta alta de la casa. Actualmente se expone en el Museo del Prado, en Madrid.

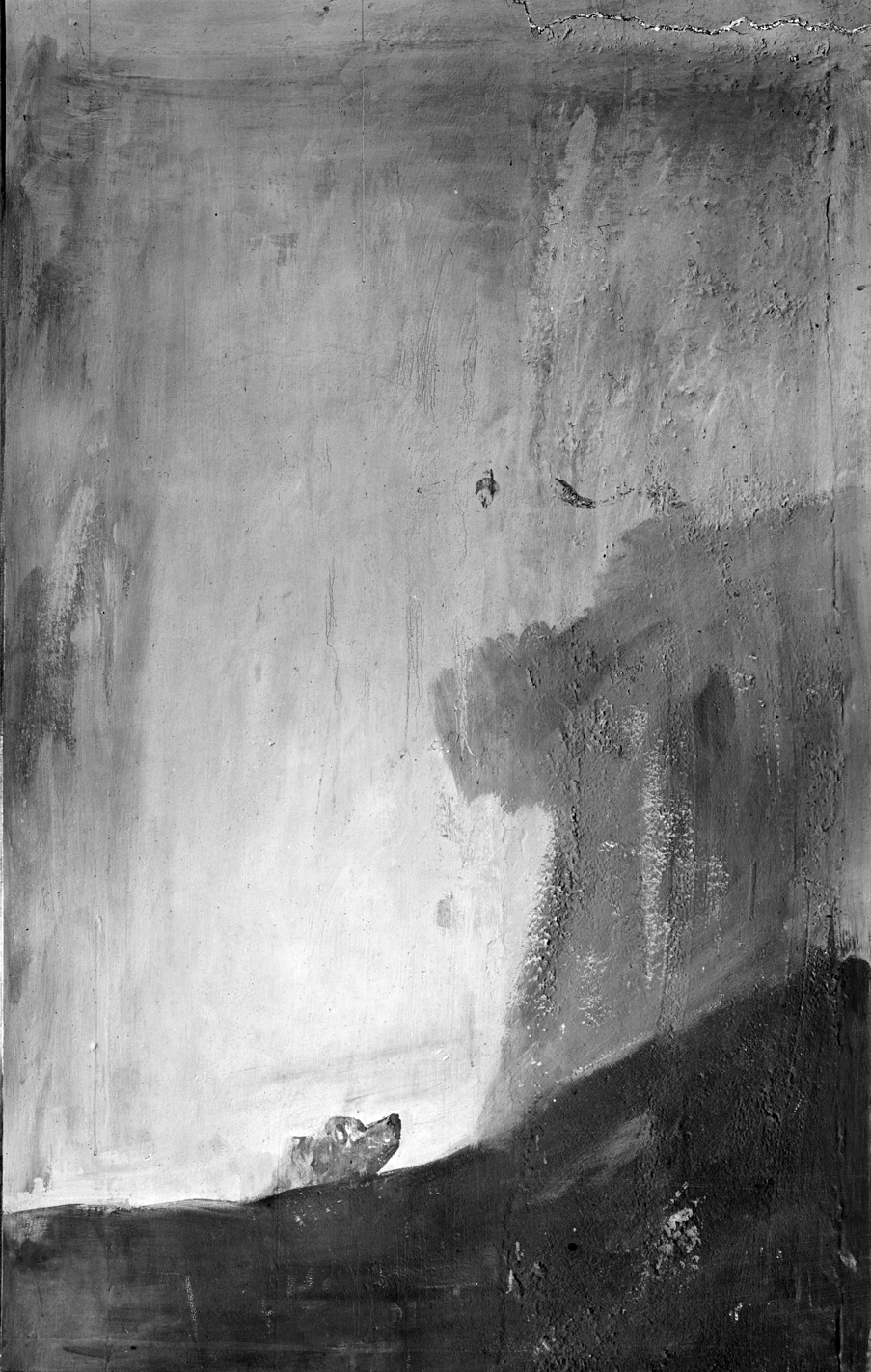
Fotografía realizada por J. Laurent, hacia 1874, que muestra el estado de la obra antes de ser trasladada del muro de la Quinta del Sordo. Se puede observar un roquedal y unas posibles aves, a las que el perro dirige su mirada.

Según algunas interpretaciones a partir del examen de la fotografía de J. Laurent, tomada en 1874, el perro mira interesado el vuelo de unos pájaros. Por su parte, Valeriano Bozal, en 1997 y posteriormente, recoge todas las opiniones, incluyendo que el perro observa a dos pájaros que vuelan, o que el artista no llegó a terminar el cuadro. Sin embargo, afirma rotundamente que ninguno es argumento concluyente, ni siquiera puede estar seguro de que el animal se esté hundiendo.
Algunos análisis contemporáneos han querido ver en la obra los primeros atisbos de otros movimientos artísticos posteriores como el impresionismo.

## Historia
Como el resto de las Pinturas Negras, Perro semihundido fue trasladada de revoco a lienzo a partir de 1873 por Salvador Martínez Cubells tras el encargo del barón Émile d’Erlanger, un banquero francés, que tenía intención de venderlas en la Exposición Universal de París de 1878. Sin embargo, las obras no atrajeron compradores y él mismo las donó, en 1881, al Museo del Prado, donde actualmente se exponen.
En noviembre de 1909, en un artículo publicado en La España Moderna, Valerian von Loga, conservador del Museo de Berlín, ya escribió: «Detrás de una roca del primer término se ve una cabeza de perro, que quiere coger pájaros».
A fines de 2010, otro estudio de las imágenes de Laurent realizado por Carlos Foradada, pintor y profesor de Historia del arte, difundió en los medios de comunicación que Goya había pintado parte del lomo del perro, una gran roca y, sobre ella, dos aves, objeto de la mirada del can.

## Análisis
En su estado actual, el cuadro, muy austero, solo presenta la cabeza de un perro asomando por detrás de un plano inclinado. Este plano, de color ocre oscuro, aparece sobre un espacio vertical en un tono más claro, sin ninguna otra figura en el espacio del cuadro. La mirada de la cabeza del perro se dirige hacia arriba, y podría representar la soledad.
Aunque hoy solo pueden apreciarse estos elementos, en reproducciones fotográficas realizadas por J. Laurent entre los años 1863 y 1874, antes de que fueran arrancadas las pinturas de los muros de la Quinta del Sordo, podría apreciarse un paisaje de fondo formado por una gran roca y unos supuestos pájaros a los que mira el perro. Todas las fotografías de Laurent de las Pinturas negras fueron publicadas en 1992 en el Boletín del Museo del Prado, en un artículo escrito por Carmen Torrecillas. En 1994, el Ministerio de Cultura editó una lámina, de 31 × 41 centímetros, de la fotografía de Laurent de la pintura El perro. El negativo original se conserva en el Archivo Ruiz Vernacci.
Se han propuesto variadas interpretaciones, desde la insignificancia del ser vivo ante el espacio que le rodea, hasta que estemos ante una obra inacabada, pasando por una posible pérdida de elementos presentes en el cuadro antes de su traslado a lienzo.
El hispanista británico Nigel Glendinning señaló en 1986 algunas diferencias entre el estado actual de las Pinturas negras y el que presentaban antes de su traslado y restauración, documentadas en fotografías de Laurent. Afirmó que algunos toques y pinceladas de Goya desaparecieron al mudar las obras y realizar la primera restauración. Además, se mostró fascinado por la decoración de los muros de las salas con papeles pintados que probablemente eligió el propio pintor. En cuanto a la propia pintura escribió: «El perro parece el único ser cariñoso, preocupado, humilde: humano, por así decirlo».
La obra, tal y como se presenta en nuestros días, supondría una ruptura de las convenciones de representación pictórica, donde habría desaparecido desde la ilusión de perspectiva hasta el paisaje mismo. Así, el perro de Goya sería una muestra de extrema libertad del tema en la pintura. Un simple espacio de color, con el elemento mínimo de una cabeza de poco tamaño, definida con vigorosos trazos en negros, blancos y grises en relación con los planos ocres, de textura orgánica, de un cuadro que insiste en su verticalidad, mediante la dirección de la mirada del can y el amplio plano vacío sobre el perro. El cuadro, de este modo, prefiguraría la abstracción y el surrealismo en pintura, como ya lo había hecho Goya con respecto a otras corrientes pictóricas de las vanguardias, como el impresionismo, o el expresionismo.
Fue admirado por su coterráneo Antonio Saura, que lo calificó como «el cuadro más bello del mundo». Rafael Canogar mostró su devoción por el que llamó «poema visual» y lo califica de primera obra pictórica simbolista de Occidente. También el escultor Pablo Serrano le rindió homenaje en su serie Entretenimientos en el Prado. Lo compara con la obra de Antoni Tàpies y las atmósferas de Francis Bacon.